# Mirassol
Mirassol is een gemeente in de Braziliaanse deelstaat São Paulo. De gemeente telt 54.920 inwoners (schatting 2009).

## Verkeer en vervoer
De plaats ligt aan de wegen BR-456/SP-310 en SP-320.